# Cattedrale di San Mac Cairthind (Clogher)
La cattedrale di San Mac Cairthind (in inglese: St Macartan's Cathedral) è la cattedrale anglicana di Clogher, in Irlanda del Nord, e sede della diocesi di Clogher, nell'ambito della chiesa d'Irlanda.

## Storia
Secondo la tradizione un preesistente monastero e la diocesi cattolica di Clogher sono stati fondati nell'omonimo villaggio nel 490 circa da San Mac Cairthind, su ordine di San Patrizio, suo moaestro.
Nel 1041, la chiesa di Clogher fu ricostruita e dedicata alla memoria di San Mac Cairthind. È stata nuovamente ricostruita nel 1295 da Matthew M'Catasaid, vescovo di Clogher, ma rasa al suolo il 20 aprile 1396 con due cappelle, l'abbazia, la corte dei vescovi, e trentadue altri edifici con tutti i loro contenuti. Nel 1610 l'abbazia e le sue entrate sono stati confiscati dal re Giacomo I d'Inghilterra e dato alla diocesi anglicana di Clogher. L'attuale edificio fu eretto sul luogo nel 1744, su progetto dell'architetto James Martin in stile neoclassico.